# إرنست هانتر
إرنست تشارلز جيمس هانتر (17 نوفمبر 1862 – 14 أغسطس 1944) كان وسيط أسهم وعضوًا في الجمعية التشريعية في كوينزلاند.

## بداياته
وُلد هانتر وتعلم في دمبارتون، اسكتلندا وهو ابن جيمس هانتر وزوجته سيسيليا آن (اسمها قبل الزواج: بورغيس). وصل إلى روكهامبتون في عام 1871، ثم انتقل إلى ماريبورو حيث عمل كطابع صحفي لجريدة Wide Bay News قبل أن يتوجه إلى حقول الذهب في جيمبي وتشارترز تاورز وكرويدون وإيذريدج.
بحلول عام 1883، كان هانتر يعمل كوسيط أسهم في تشارترز تاورز، ومن 1886 حتى 1888 واصل عمله في بريسبان.

## مسيرته السياسية
تم انتخاب هانتر عضوًا في الجمعية التشريعية في كوينزلاند عن دائرة بورك في انتخابات كوينزلاند الاستعمارية 1888، لكنه أُعلن إفلاسه في عام 1890 وخسر مقعده.
بعد مغادرته السياسة، أسس هانتر مشروعًا لتجارة لب الفاكهة والدبس في كيرنز، كما عمل أيضًا صاحب حانة ومزادًا علنيًا هناك. في عام 1929، سافر إلى لندن للترويج لشركات مناجم كيب يورك.

## حياته الشخصية
في 27 نوفمبر 1886، تزوج هانتر من إستر بريثويت وأنجبا معًا 3 أبناء وابنة واحدة. توفيت إستر في عام 1917 وفي 24 مارس 1921 تزوج هانتر من فلورنس كلو روس وأنجبا معًا ولدان. ابنته، إلسي دوروثي هانتر، تزوجت من رئيس وزراء ولاية أستراليا الغربية المستقبلي فرانك وايز في عام 1922.
توفي هانتر في مستشفى منطقة ماريبا في عام 1944. وخرجت جنازته من كنيسة القديس جورج الإنجيلية إلى مقبرة ماريبا بايونير.